# Phare de Hrollaugseyjar
Le phare de Hrollaugseyjar est un phare situé sur une île au large de Höfn, dans la région d'Austurland.